# Liste der denkmalgeschützten Objekte in Sölden
Die Liste der denkmalgeschützten Objekte in Sölden enthält die 27 denkmalgeschützten, unbeweglichen Objekte der Gemeinde Sölden.

## Denkmäler
| Foto  |                 | Denkmal | Standort                                             | Beschreibung | Metadaten |
| ----- | --------------- | --- | ---------------------------------------------------- | --- | --- |
| ja    | Datei hochladen | Ortskapelle Kaisers HERIS-ID: 4550 Objekt-ID: 395 TKK: 21770                                                        | neben Brunnenweg 1 Standort KG: Sölden               | Die Kapelle wurde 1909 anstelle eines südwestlich des heutigen Standortes gelegenen Vorgängerbaus errichtet. Der Mauerbau in neugotischen Formen hat einen dreiseitigen Chorschluss und ein schindelgedecktes Satteldach mit hölzernem Dachreiter. An der südlichen Eingangsfassade befindet sich ein Spitzbogenportal mit seitlichen Rundbogenfenstern. Die Gebäudekanten und Maueröffnungen sind durch Putzfaschen gegliedert. Das Innere ist von einer spitz zulaufenden Stichkappentonne überwölbt. | BDA-Hist.: Q37990831 Status: § 2a Stand der BDA-Liste: 2025-06-30 Name: Ortskapelle Kaisers GstNr.: .128 Ortskapelle Kaisers                                                                     |
| ja    | Datei hochladen | Universitätszentrum Obergurgl (ehem. Bundessportheim) HERIS-ID: 55386 Objekt-ID: 64021 TKK: 34897, 34895, 34896     | Gaisbergweg 1 Standort KG: Sölden                    | Die drei zweigeschoßigen Häuser wurden um 1940 als Zollwachgebäude errichtet, dienten ab 1951 als Bundessportheim und werden heute als Sport-, Forschungs- und Kongresszentrum der Universität Innsbruck genutzt. Die steinsichtigen Mauerbauten mit Satteldach, Balkonen und Fenstern mit Klappläden lehnen sich an die traditionelle Bauweise des Alpenraumes an. | BDA-Hist.: Q38065231 Status: Bescheid Stand der BDA-Liste: 2025-06-30 Name: Universitätszentrum Obergurgl (ehem. Bundessportheim) GstNr.: 5325/3 Universitätszentrum Obergurgl                   |
| BW    | Datei hochladen | Bauernhaus HERIS-ID: 250427 TKK: 21855seit 2024                                                                     | Gaislachweg 3 Standort KG: Sölden                    | Das zweigeschoßige Wohngebäude eines Paarhofes mit schindelgedecktem Satteldach in steiler Hanglage ist inschriftlich 1737 datiert. Nach 1856 und Ende des 20. Jahrhunderts wurde es umgebaut. Das talseitig geschoßhohe Fundament und der Küchenbereich im Erdgeschoß sind gemauert, der Baukörper darüber ist als Kantblockbau aufgeführt. Im Blockgefüge ist die ursprüngliche Befensterung mit kleinen, aus der Blockwand ausgenommenen Schuberluken sichtbar. Das Haus ist giebelseitig von Westen über einen Eckflur erschlossen. Im Giebelfeld der Eingangsfassade ist ein Söller mit ornamental ausgesägten Brüstungsbrettern vorgelagert. | BDA-Hist.: Q126122405 Status: Bescheid Stand der BDA-Liste: 2025-06-30 Name: Bauernhaus GstNr.: .580                                                                                             |
| BW    | Datei hochladen | Hofkapelle Mariahilf in Gaislach HERIS-ID: 4957 TKK: 21762seit 2024                                                 | bei Gaislachweg 3 Standort KG: Sölden                | Die gemauerte Kapelle mit sechseckigem Chorschluss, Schindeldach und Dachreiter mit Zwiebelhaube stammt aus dem Jahr 1776. Das Innere weist ein Stichkappengewölbe über Pilastern und Dekorationsmalerei von 1955 auf. | BDA-Hist.: Q97440297 Status: Bescheid Stand der BDA-Liste: 2025-06-30 Name: Hofkapelle Mariahilf in Gaislach GstNr.: .575                                                                        |
| BW    | Datei hochladen | Bauernhaus HERIS-ID: 250428 TKK: 21857seit 2024                                                                     | Gaislachweg 5 Standort KG: Sölden                    | Das zweigeschoßige Wohngebäude eines Paarhofes mit schindelgedecktem Satteldach in steiler Hanglage stammt im Kern vermutlich aus dem 18. Jahrhundert und wurde um 1960 umgebaut. Das Fundament und der Küchenbereich im Erdgeschoß sind gemauert, der Baukörper darüber ist als Kantblockbau aufgeführt. Im Blockgefüge ist die ursprüngliche Befensterung mit kleinen, aus der Blockwand ausgenommenen Schuberluken sichtbar. Das Haus ist giebelseitig von Südwesten über einen Eckflur erschlossen. Im Giebelfeld der Eingangsfassade ist ein Söller mit Vorbund vorgelagert. | BDA-Hist.: Q126122406 Status: Bescheid Stand der BDA-Liste: 2025-06-30 Name: Bauernhaus GstNr.: .573                                                                                             |
| BW    | Datei hochladen | Wirtschaftsgebäude HERIS-ID: 250429 TKK: 21858seit 2024                                                             | bei Gaislachweg 5 Standort KG: Sölden                | Das zweigeschoßige Wirtschaftsgebäude des Paarhofes Fiegl mit brettergedecktem Satteldach wurde nach 1856 erbaut. Der giebelseitig erschlossene Stall ist als Ständerbohlenbau gezimmert. Die Heulege darüber ist als Rundholzblockbau aufgesetzt, die Einfahrt zur Tenne erfolgt giebelseitig von Westen über eine steile Rampe. | BDA-Hist.: Q126122407 Status: Bescheid Stand der BDA-Liste: 2025-06-30 Name: Wirtschaftsgebäude GstNr.: .574                                                                                     |
| ja BW | Datei hochladen | Schießstand HERIS-ID: 112888 Objekt-ID: 131113 TKK: 19383seit 2019                                                  | Granbichlstraße 44 Standort KG: Sölden               | Der Schießstand wurde 1938/1939 zur propagandistischen Inszenierung des Schützenwesens in der Organisation des NS-Standschützenverbandes weithin sichtbar auf einem Felsvorsprung erbaut. Der Bau mit Elementen des Heimatstils besteht aus Bruchsteinmauerwerk und wird seitlich von einer leicht geschwungenen Galerie mit Bruchsteinpfeilern gesäumt. Zum Dorf hin befindet sich ein Wandgemälde eines monumentalen Adlers. Das Wandbild im hangseitigen Eingangsbereich eines Tiroler Schützen mit Tiroler Fahne wurde nach dem Krieg hinzugefügt. Das Bild links stammt aus dem Jahr 1942. | BDA-Hist.: Q105646833 Status: Bescheid Stand der BDA-Liste: 2025-06-30 Name: Schießstand GstNr.: .1471                                                                                           |
| ja    | Datei hochladen | Ortskapelle Mariahilf in Granstein HERIS-ID: 4565 Objekt-ID: 410 TKK: 21763                                         | bei Gransteinstraße 17 Standort KG: Sölden           | Kapelle, barocker Altar aus dem 17. Jahrhundert mit Mariahilfbild, Turm mit Zwiebelhaube | BDA-Hist.: Q37996930 Status: § 2a Stand der BDA-Liste: 2025-06-30 Name: Ortskapelle Mariahilf in Granstein GstNr.: .62 Ortskapelle Granstein                                                     |
| ja    | Datei hochladen | Kapelle zum hl. Joseph in Untergurgl HERIS-ID: 4553 Objekt-ID: 398 TKK: 21760                                       | bei Gurglerstraße 65 Standort KG: Sölden             | Der 1827 errichtete Vorgängerbau wurde 1951 durch eine Lawine zerstört. Die heutige Kirche wurde 1955 an versetzter Stelle nach Plänen von Anton Pohl in barockisierenden Formen gebaut. Der dreijochige Mauerbau mit geradem Chorschluss und schindelgedecktem Satteldach hat an der Westseite einen Turm mit achtseitiger Laterne und Zwiebelhaube. Der Innenraum ist mit einem Tonnengewölbe versehen, die Deckengemälde mit Szenen aus dem Leben des hl. Josef wurden 1955–1961 von Karl Obleitner junior geschaffen. | BDA-Hist.: Q37991662 Status: Bescheid Stand der BDA-Liste: 2025-06-30 Name: Kapelle zum hl. Joseph in Untergurgl GstNr.: .1574 Josephskapelle Untergurgl                                         |
| ja    | Datei hochladen | Kapelle in Hochgurgl HERIS-ID: 4559 Objekt-ID: 404 TKK: 21766                                                       | bei Hochgurglerstraße 14 Standort KG: Sölden         | Die Schutzengelkirche in Hochgurgl wurde 1964 nach einem Entwurf von Ernst Meissl als zeltdachförmiger Rechteckraum mit offenem Holzbalkendachstuhl und gerader Stirnwand erbaut. An der Nordfassade vermittelt ein Rundbogenportal unter kleiner Vorhalle den Zutritt. Das Langhaus ist durch Rundbogenfenster gegliedert. Der integrierte Turm im Nordwesten trägt ein Zeltdach. Die Ausstattung stammt von Karl Obleitner junior. | BDA-Hist.: Q37994550 Status: § 2a Stand der BDA-Liste: 2025-06-30 Name: Kapelle in Hochgurgl GstNr.: 4929/1 Kapelle Hochgurgl                                                                    |
| ja    | Datei hochladen | Hildesheimer Hütte HERIS-ID: 112996 Objekt-ID: 131221 TKK: 139250seit 2019                                          | Hütten Sölden 201 Standort KG: Sölden                | Die auf 2900 m ü. A. in den Stubaier Alpen gelegene Schutzhütte des Deutschen Alpenvereins wurde 1895–1896 errichtet und in mehreren Bauphasen 1905/06, 1924 und in den 1930er Jahren erweitert. Der ursprüngliche eingeschoßige Mauerbau mit Kniestock und Satteldach wurde dabei mit einem zweigeschoßigen, unterkellerten Zubau an der Westseite und einem eingeschoßigen Anbau an der Nordseite versehen. An der Talseite ist der Bau mit massiven gemauerten Strebepfeilern versehen. Im nördlichen Zubau befindet sich die große Gaststube mit Ausstattung, Täfelung (Pilastergetäfel mit Flachschnitzereien) sowie Balkendecke aus den 1930er Jahren. | BDA-Hist.: Q1417934 Status: Bescheid Stand der BDA-Liste: 2025-06-30 Name: Hildesheimer Hütte GstNr.: .1251 Hildesheimer Hütte                                                                   |
| ja    | Datei hochladen | Sölden – Martin-Busch-Hütte und Alte Samoarhütte HERIS-ID: 3251 TKK: 49307, 142336seit 2021                         | Hütten Vent 403 Standort KG: Sölden                  | Der erste Bau wurde 1877 als Samoarhütte errichtet und 1895 erweitert. Da diese zu klein und stark Lawinen ausgesetzt war, wurde ab 1939 südlich unterhalb ein Neubau errichtet, der erst 1952/1953 fertiggestellt wurde und seit 1958 Martin-Busch-Haus heißt. Das mächtige Gebäude ist ein Sichtsteinbau mit ausgestrichenen Mörtelfugen. Gegen Osten hin ist ein gemauerter und pultgedeckter Treppenaufgang angestellt. Der Südostfassade ist über die gesamte Länge eine Terrasse vorgelagert. Die Fassaden sind durch regelmäßige Fensterachsen mit segmentbogig geschlossenen Fensteröffnungen gegliedert. Im Inneren befinden sich im Hochparterre drei Gaststuben, die Küche und Nebenräume, in den Obergeschoßen die Schlafkammern. Nach dem Bau des Martin-Busch-Hauses wurde die alte Samoarhütte nicht mehr genutzt. Sie wurde 1961 durch eine Lawine zerstört. Die am Hang verlaufende Schutzmauer, Reste des Hüttenfundaments sowie des aufgehenden Mauerwerks sind erhalten. | BDA-Hist.: Q873273 Status: Bescheid Stand der BDA-Liste: 2025-06-30 Name: Sölden – Martin-Busch-Hütte und Alte Samoarhütte GstNr.: 6896/2, .1300 Martin-Busch-Hütte                              |
| ja    | Datei hochladen | Ortskapelle Mariahilf in Innerwald HERIS-ID: 4549 Objekt-ID: 394 TKK: 21769                                         | gegenüber Kapellenweg 2 Standort KG: Sölden          | Die Ortskapelle Innerwald wurde gegen Ende des 18. Jahrhunderts erbaut. Die Deckenmalerei stammt von Gabriel Thenig (Tenig), inschriftlich 1799. | BDA-Hist.: Q37990223 Status: § 2a Stand der BDA-Liste: 2025-06-30 Name: Ortskapelle Mariahilf in Innerwald GstNr.: .373 Ortskapelle Innerwald, Sölden                                            |
| ja    | Datei hochladen | Ortskapelle Mariahilf in Zwieselstein HERIS-ID: 4558 Objekt-ID: 403 TKK: 21758                                      | Kirchweg 3, in der Nähe Standort KG: Sölden          | Die Ortskapelle Mariahilf in Zwieselstein wurde in der zweiten Hälfte des 17. Jahrhunderts erbaut und 1747/1749 erneuert. Der zweijochige Barockbau hat einen geschweiften Giebel mit östlichem Dachreiter mit Zwiebelhelm, Rundbogenfenster und ein Rundbogenportal, sowie eine dreiseitige Apsis. Innen Stichkappentonne auf Doppelpilastern mit Kämpfergesimsen, an den Gewölbegurten befinden sich Stuckbänder im Stil des späten 17. Jahrhunderts. Der Triumphbogen ist inschriftlich mit 1749 datiert. Die Gewölbemalereien stammen von Franz Seelos junior aus dem Jahr 1958: im Chor Maria mit Kind, im Langhaus die hll. Notburga und Isidor. | BDA-Hist.: Q37994410 Status: § 2a Stand der BDA-Liste: 2025-06-30 Name: Ortskapelle Mariahilf in Zwieselstein GstNr.: .557 Mariahilfkapelle Zwieselstein                                         |
| ja    | Datei hochladen | Ortskapelle Mariae Schmerzen in Grünwald HERIS-ID: 4546 Objekt-ID: 391 TKK: 21764                                   | Panoramastraße 42, in der Nähe Standort KG: Sölden   | Barocke Kapelle mit Zwiebelhelm und Leinwandbildern aus dem 17. und 18. Jahrhundert | BDA-Hist.: Q37988688 Status: § 2a Stand der BDA-Liste: 2025-06-30 Name: Ortskapelle Mariae Schmerzen in Grünwald GstNr.: .190 Ortskapelle Grünwald, Sölden                                       |
| ja    | Datei hochladen | Kath. Pfarrkirche hl. Johannes Nepomuk und Friedhof in Obergurgl HERIS-ID: 4551 Objekt-ID: 396 TKK: 21754           | Ramolweg 2 Standort KG: Sölden                       | Mit 1907 m Seehöhe die höchstgelegene Pfarrkirche Österreichs. 1737 geweihte Kirche. 1926 und 1966 mit Architekt Clemens Holzmeister erweitert. Deckenmalerei im alten Langhaus von Rudolf Margreiter (1930). | BDA-Hist.: Q1697112 Status: § 2a Stand der BDA-Liste: 2025-06-30 Name: Kath. Pfarrkirche hl. Johannes Nepomuk und Friedhof in Obergurgl GstNr.: .635, 5247 Johannes-Nepomuk-Kirche (Obergurgl)   |
| ja    | Datei hochladen | Kath. Pfarrkirche Maria Heimsuchung HERIS-ID: 17476 Objekt-ID: 13755 TKK: 21751                                     | Rettenbachstraße 9 Standort KG: Sölden               | Die spätgotische Kirche wurde barock erweitert. 1975 erfolgte ein Anbau mit einem Aufgang zur Empore. Bemerkenswert ist die barocke Decken- und Wandmalerei von Josef Anton Puellacher. Bemerkenswert sind auch die Lösungen mit dem Friedhof im extrem steilen Gelände. | BDA-Hist.: Q1899646 Status: § 2a Stand der BDA-Liste: 2025-06-30 Name: Kath. Pfarrkirche Maria Heimsuchung GstNr.: .401 Mariä Heimsuchung (Sölden)                                               |
| ja    | Datei hochladen | Friedhof mit Kapelle HERIS-ID: 17477 Objekt-ID: 13756 TKK: 21752, 37913                                             | Rettenbachstraße 9 Standort KG: Sölden               | Der Friedhof umgibt die Pfarrkirche. Die Friedhofskapelle stammt aus der 2. Hälfte des 17. Jahrhunderts. Ein Fresko von Raimund Wörle aus dem Jahre 1960 wurde 1974 wieder entfernt. | BDA-Hist.: Q37839541 Status: § 2a Stand der BDA-Liste: 2025-06-30 Name: Friedhof mit Kapelle GstNr.: .402, 2208                                                                                  |
| ja    | Datei hochladen | Kapelle hl. Theresia bei den Rofenhöfen in Vent HERIS-ID: 4555 Objekt-ID: 400 TKK: 21756                            | bei Rofenstraße 3 Standort KG: Sölden                | Die Hofkapelle in Rofen wurde 1773 erbaut und war ursprünglich der hl. Maria, seit der Renovierung 1936 der hl. Theresia vom Kinde Jesu geweiht. Der einjochige Mauerbau weist einen dreiseitigen Chorschluss, ein steiles, brettergedecktes Satteldach und einen hölzernen, sechseckigen Dachreiter mit Zwiebelhelm auf. An der westlichen Eingangsfassade befindet sich ein Rundbogenportal, darüber ein Ochsenauge, im Giebelfeld ein Fresko der hl. Theresia (um 1936). Der Innenraum ist mit einer Stichkappentonne versehen, das Deckenfresko der Fatimamadonna über einer bäuerlichen Figurengruppe wurde 1936 von Ludwig Sturm geschaffen. | BDA-Hist.: Q37992948 Status: Bescheid Stand der BDA-Liste: 2025-06-30 Name: Kapelle hl. Theresia bei den Rofenhöfen in Vent GstNr.: .752 Kapelle hl. Theresia, Rofenhöfe                         |
| ja    | Datei hochladen | Bauernhofanlage, Roale HERIS-ID: 4548 Objekt-ID: 393 TKK: 21846, 21847, 37918, …                                    | Venterstraße 2 Standort KG: Sölden                   | Das Ensemble Roale ist ein Paarhof, an das Wohnhaus mit Seitenflurgrundriss ist nordwestlich das Wirtschaftsgebäude angebaut, daneben Brunnenhaus und freistehender Backofen. Der Bauernhof wurde bereits 1227 urkundlich erwähnt. | BDA-Hist.: Q37989888 Status: Bescheid Stand der BDA-Liste: 2025-06-30 Name: Bauernhofanlage, Roale GstNr.: 5844/1 Bauernhof Roale                                                                |
| ja BW | Datei hochladen | Kaplaneikirche zur Kreuzauffindung und Friedhof mit Kapelle in Heiligkreuz HERIS-ID: 4547 Objekt-ID: 392 TKK: 21755 | gegenüber Venterstraße 4 Standort KG: Sölden         | Die Kirche wurde urkundlich 1804 errichtet und 1815 vollendet. Der Saalbau ist von einem ummauerten Friedhof umgeben. Die Eingangsfassade hat über dem umlaufenden Hauptgesims einen Volutengiebel. Der Turm ist an der Apsis über der Sakristei angebaut, er hat flachbogige Schallfenster und einen Achteckaufbau mit Zwiebelhelm. Das Langhaus ist dreijochig, der korbbogig schließende Chor einjochig. Flachtonne mit Stichkappen und flachbogige Triumphbogen. Die Gewölbemalereien stammen von Ludwig Sturm, inschriftlich 1936: im Chor Anbetung der Hirten, im Langhaus Kreuzauffindung durch die hl. Helene. | BDA-Hist.: Q22435871 Status: § 2a Stand der BDA-Liste: 2025-06-30 Name: Kaplaneikirche zur Kreuzauffindung und Friedhof mit Kapelle in Heiligkreuz GstNr.: .682, 5962 Kaplaneikirche Heiligkreuz |
| ja    | Datei hochladen | Kath. Pfarrkirche hl. Jakob und Friedhof HERIS-ID: 4554 Objekt-ID: 399 TKK: 21753                                   | Venterstraße 23 Standort KG: Sölden                  | Die Weihe einer Kapelle und eines Friedhof sind urkundlich 1502 belegt. Der Folgebau von 1712 wurde 1802 durch eine Lawine zerstört, der Neubau folgte inschriftlich 1806, die Weihe 1861. Der zweijochige Bau mit tiefer, außen polygonal schließender Apsis ist vom Friedhof und dessen Umfassungsmauer umgeben. Der bergseitige Turm hat rundbogige Schallfenster, und einen Achteckaufbau mit Zwiebelhelm. An der Giebelfassade befindet sich ein Fresko Guter Hirte von Ludwig Sturm aus dem Jahre 1933. Innen eine Flachtonne mit Stichkappen. Das Chronogramm am Chorbogen zeigt die Jahreszahl 1806. Die Deckenmalereien, inschriftlich aus dem Jahre 1856, werden Josef Gschösser zugeschrieben: im Chor HI. Dreifaltigkeit, im Langhaus Enthauptung des hl. Jakobus. | BDA-Hist.: Q22665550 Status: § 2a Stand der BDA-Liste: 2025-06-30 Name: Kath. Pfarrkirche hl. Jakob und Friedhof GstNr.: 6558, .727 Pfarrkirche Vent                                             |
| ja    | Datei hochladen | Widum HERIS-ID: 4562 Objekt-ID: 407 TKK: 29166                                                                      | Venterstraße 35 Standort KG: Sölden                  | Pfarrhof der Kirche hl. Jakobus mit Ölbild aus dem 17. Jahrhundert | BDA-Hist.: Q37995752 Status: § 2a Stand der BDA-Liste: 2025-06-30 Name: Widum GstNr.: 6554/2 |
| ja    | Datei hochladen | Ortskapelle hl. Sebastian in Winterstall HERIS-ID: 4556 Objekt-ID: 401 TKK: 21757                                   | Winterstallstraße 6, in der Nähe Standort KG: Sölden | 1770 erbaute Kapelle mit Zwiebelhelm, barockem Altar und reichem Figurenschmuck | BDA-Hist.: Q37993407 Status: § 2a Stand der BDA-Liste: 2025-06-30 Name: Ortskapelle hl. Sebastian in Winterstall GstNr.: .1622 Ortskapelle Winterstall                                           |
| ja    | Datei hochladen | Kapelle in Vent HERIS-ID: 4563 Objekt-ID: 408 TKK: 115721                                                           | Standort KG: Sölden                                  | Die Kapelle wurde als Ersatz für einen 1951 von einer Lawine zerstörten Vorgängerbau errichtet. Sie war als Aufbahrungskapelle für verunglückte Alpinisten gedacht, aber wohl nie als solche genutzt. Heute beherbergt sie ein Museum zur Geschichte von Vent. Die Kapelle ist ein wuchtiger Bau aus steinsichtigem Brundsteinmauerwerk mit steilem, schindelgedecktem Walmdach. Der Turm an der Südwestecke ist im unteren Bereich gemauert, darüber ein Holzbau mit schindelgedecktem Pyramidendach. Eine Freitreppe im Südosten führt zum spitzbogig geschlossenen Portal. | BDA-Hist.: Q37996151 Status: § 2a Stand der BDA-Liste: 2025-06-30 Name: Kapelle in Vent GstNr.: 6530/3 Kapelle Vent                                                                              |
| BW    | Datei hochladen | Mesolithische bis neuzeitliche Fundstelle am Beilstein HERIS-ID: 113026 Objekt-ID: 131252seit 2018                  | Standort KG: Sölden                                  | Der archäologische Fundplatz befindet sich an einer Felswand oberhalb der Gurgler Ache auf 2117 m ü. A. und war vermutlich ein Jägerlager. Mesolithische/neolithische Kulturschichten und Funde von neolithischen und bronzezeitlichen Pfeilspitzen belegen die menschliche Anwesenheit seit fast 10.000 Jahren. Die prähistorischen Schichten sind teilweise mit Almgebäuden des 12./13. und des 17. Jahrhunderts überbaut. | BDA-Hist.: Q105646904 Status: Bescheid Stand der BDA-Liste: 2025-06-30 Name: Mesolithische bis neuzeitliche Fundstelle am Beilstein GstNr.: .1121, .1122, .1120, 5358, .1123                     |
| ja    | Datei hochladen | Hochjochhospiz HERIS-ID: 257824 TKK: 150842seit 2025                                                                | Hütten Vent 404 Standort KG: Sölden                  | Die Schutzhütte liegt im hintersten Rofental einer Seehöhe von 2412 m Eine Vorgängerhütte wurde 1870 auf der gegenüberliegenden Talseite errichtet, die heutige Hütte wurde 1926/1927 nach Plänen von Othmar Sehring erbaut. Der gegen Südosten orientierte dreigeschoßige, in den Hang gestellte Baukörper ist in Bruchsteinmauerwerk aufgeführt. Das blechgedeckte Satteldach mit markanten Aufschieblingen und geringem Dachüberstand ist über einer Hohlkehle abgeschlossen. Der durchwegs grob verputzte Hauptbau ist an den Ecken durch steingemauerte Stützpfeiler betont. An der Hauptfassade befindet sich ein zweiseitiger Obergeschoßerker mit Zeltdach über gemauertem Fuß. Das Gebäude ist über eine einläufige Freitreppe mit gemauerter Brüstung erschlossen. Im Inneren weisen die große und kleine Gaststube ein Leistengetäfel aus Zirbenholz aus der Erbauungszeit mit inschriftlicher Datierung an der Decke (1926/1927) sowie einen gemauerte Tonnenofen mit umlaufender Sitzbank auf. Die Ausstattung der Schlafkammern im Ober- und Dachgeschoß und der Treppenaufgang sind ebenfalls original aus der Erbauungszeit erhalten. | BDA-Hist.: Q1621898 Status: Bescheid Stand der BDA-Liste: 2025-06-30 Name: Hochjochhospiz GstNr.: .1306 Hochjochhospiz                                                                           |